# Pablo Álvarez (Fußballspieler, 1985)
Pablo Álvarez (vollständiger Name: Pablo Álvarez Menendez) (* 7. Februar 1985 in Montevideo) ist ein ehemaliger uruguayischer Fußballspieler.

## Karriere

### Verein
Der je nach Quellenlage 1,75 m oder 1,76 m große Álvarez agiert auf der Position des Abwehrspielers. Er begann seine Karriere bei Nacional Montevideo im Torneo Clausura 2007, für die er zuvor seit 2005 in der Reserve (Formativas) gespielt hatte. Dort absolvierte er zwölf Spiele (kein Tor) in der Primera División und kam überdies zu zehn Einsätzen in der Copa Libertadores 2007. Im Mai 2007 wurde dann sein Wechsel zum italienischen Klub Reggina Calcio vermeldet. Nach Informationen der uruguayischen Tageszeitung El País soll die Ablösesumme dabei 700.000 US-Dollar betragen haben. Álvarez Entlohnung für den unterzeichneten Fünfjahresvertrag habe bei 1,5 Millionen US-Dollar gelegen. Für Reggiana debütierte er dann im Oktober 2007 gegen Palermo. Nach zwei Spielzeiten in der Serie A, in denen er 21-mal eingesetzt wurde, wechselte er auf Leihbasis nach Polen zu Wisła Krakau. Dort bestritt er in der Saison 2009/10 26 Partien in der Ekstraklasa sowie vier Pokalspiele. In der Saison 2010/11 zog er weiter nach Griechenland und schloss sich, wiederum im Rahmen einer Ausleihe, Panserraikos an. Für den Verein aus Serres spielte er 16 Partien. Anfang Januar 2012 kehrte er nach Uruguay zu Nacional zurück. Bei den Montevideanern unterschrieb er einen Kontrakt über drei Jahre. In der Clausura der Saison 2011/12 kam er zu zwei Einsätzen für die Bolsos und gewann mit seinem Team die uruguayische Meisterschaft. Anschließend absolvierte er in der Spielzeit 2012/13 22 weitere Erstligapartien, in denen er ein Tor erzielte. In der Copa Libertadores und der Copa Sudamericana wurde er bei den Bolsos bis dahin acht- bzw. zweimal aufgestellt. In der Spielzeit 2013/14 lief er in 22 weiteren Spielen (kein Tor) der Primera División und fünf Begegnungen der Copa Libertadores 2014 auf. In der Apertura 2014 wurde er viermal (kein Tor) eingesetzt. Im Januar 2015 schloss er sich dem chilenischen Klub CD Universidad Católica an. Dort absolvierte er – jeweils ohne persönlichen Torerfolg – elf Erstligaspiele, drei Partien in der Copa Chile sowie zwei Begegnungen in der Copa Sudamericana 2015. Anfang Juli 2016 wechselte er zum uruguayischen Erstligaaufsteiger Boston River. In der Saison 2016 bestritt er 14 Erstligaspiele (kein Tor). Während der laufenden Spielzeit 2017 folgten bislang (Stand: 29. Juli 2017) 18 weitere Ligaeinsätze (zwei Tore) und vier (kein Tor) in der Copa Sudamericana 2017.

### Nationalmannschaft
Álvarez absolvierte bei der Partie am 12. September 2007 gegen die südafrikanische Auswahl in Johannesburg sein bislang einziges Länderspiel in der uruguayischen Nationalmannschaft. Dort wurde er nach 58 Minuten von Óscar Tabárez gegen Martín Cáceres ausgetauscht.

### Erfolge
- Uruguayischer Meister: 2011/12